# Eddie Jones (rugby à XV)
Pour les articles homonymes, voir Jones et Eddie Jones.

a Compétitions nationales et continentales officielles uniquement.

Eddie Jones, né le 30 janvier 1960, est un joueur et entraîneur australien de rugby à XV.
Commençant sa carrière d'entraîneur avec son ancien club de Randwick, il officie ensuite dans de nombreux clubs ou sélections. Il dirige notamment les Brumbies, remportant avec ces derniers l'édition 2001 du Super 12. Il devient par la suite sélectionneur de l'Australie de 2001 à 2005, conduisant les Wallabies à la finale de la Coupe du monde 2003.
Après des expériences en Europe — chez les Saracens —, en Australie, en Afrique du Sud et au Japon, il dirige la sélection nippone de 2012 à 2015, l'année où le Japon se révèle au monde avec son exploit contre l'Afrique du Sud au Mondial 2015.
Il devient ensuite sélectionneur de l'équipe d'Angleterre, avec laquelle il remporte trois Tournois des Six Nations, en 2016 (Grand Chelem), 2017 et 2020. Il est vice-champion du monde en 2019, mais est démis de ses fonctions moins d'un an avant la coupe du monde suivante, à la suite d'une série de mauvais résultats. Sélectionneur de l'Australie durant le Mondial 2023, il dirige ensuite à nouveau la sélection japonaise.
En août 2016, il est désigné, par le magazine Rugby World, comme la deuxième personnalité la plus influente du rugby mondial derrière le vice-président de World Rugby, Agustín Pichot.

## Biographie

### Jeunesse et carrière de joueur
Eddie Jones est le fils d'un militaire australien, occupant Tokyo avec les forces alliées après la Seconde Guerre mondiale et d'une américano-japonaise prénommée Nellie. Celle-ci, après l'attaque de Pearl Harbor, est internée dans un camp. Le grand-père maternel d'Eddie Jones, cultivateur d'oranges en Californie, rapatrie plus tard toute la famille au Japon où Nellie devient interprète.
Eddie Jones grandit à Sydney. Dès l'âge de cinq ans, il rencontre les jumeaux Glen et Mark Ella. Ils vont à La Perouse primary school, puis au Matraville High de la ville de Randwick. Mark Ella révèle qu'Eddie Jones et ses deux sœurs sont parmi les élèves les plus brillants. Bien que plus intéressé par le rugby à XIII, l'un des sports nationaux australiens, il évolue en rugby à XV, sport privilégié aux alentours de Randwick. C'est lors d'une rencontre entre son équipe de Matraville et St Joseph’s College en 1974 que Bob Dwyer, alors entraîneur de Randwick découvre le joueur : bien que St Joseph soit le club le plus réputé du pays, Matraville s'impose de vingt points. Quatre des joueurs de cette équipe, dont Eddie Jones qui évolue au poste de talonneur, font partie d'une équipe de scolaires australiens qui sont surnommés Invincible après une tournée en Europe et au Japon en 1977. Durant cette période, il fait également connaissance de Michael Cheika. Malgré sa petite taille, Eddie Jones parvient souvent à occuper le poste de titulaire à Randwick. Durant sa carrière dans ce club, il dispute le seul match joué par celui-ci face aux All Blacks, une défaite 25 à 9. Bien que souvent titulaire, c'est son jeune coéquipier Phil Kearns qui le prive de sélection avec l'Australie. Il porte également le maillot de la New South Wales Rugby Union, disputant son dernier match avec l'équipe B de celle-ci lors d'une rencontre de la tournée 1989 des Lions britanniques et irlandais. Il rejoint ensuite l'Angleterre, pour évoluer avec les Leicester Tigers, disputant trois rencontres avec l'équipe première lors de la saison 1991-1992.

### Première expérience d'entraîneur
Il retourne en Australie, entamant une carrière d'enseignant à l'International Grammar School de Sydney où il rencontre sa future femme, une Japonaise prénommée Hiroko, professeur de japonais et de géographie. Toutefois, le rugby est toujours présent dans sa vie : il entraîne les élèves du lycée. Il entraîne ensuite la réserve de Randwick. Sa femme, considérant le temps qu'il consacre au rugby, lui lance l'ultimatum d'être un entraîneur rémunéré ou d'arrêter d'entraîner,.
C'est ainsi qu'il obtient le poste d'entraîneur de l'université Tōkai au Japon en 1996, où, en plus d'un rôle d'entraîneur, il occupe des tâches d'assistant. C'est toutefois le rugby qui occupe la plus grande partie de son temps : devant s'occuper seul de 80 joueurs, il les partage en trois groupes qu'il entraîne de manière successive. Grâce à la recommandation de Glenn Ella, alors entraîneur des arrières, il devient entraîneur des avants de la sélection japonaise dirigée par Iwao Yamamoto. Celui-ci le recommande pour le poste d'entraîneur de Suntory Sungoliath.

### Entraîneur en Australie
La place d'entraîneur des Brumbies se libérant avec la nomination de Rod Macqueen au poste d'entraîneur des Wallabies, Eddie Jones se voit confier le poste pour la saison 1998 de Super 12 grâce à l'appui d'anciens coéquipiers de Randwick. Celle-ci se solde par une dixième place avec un bilan de trois victoires et huit défaites. La saison suivante, en 1999, les Brumbies terminent à la cinquième place avec cinq victoires et six défaites. Les Brumbies, avec seulement deux défaites en 2000, lors de la première journée face aux Blues puis plus tard face aux Waratahs, terminent à la première place de cette phase régulière. Les Brumbies éliminent les Cats sur le score de 28 à 5, mais s'inclinent en finale face aux Crusaders sur le score de 20 à 19.
Grâce à un nombre de bonus offensif plus important, les Brumbies terminent en tête de la saison régulière 2001, devant les Sharks, franchise sud-africaine qu'ils retrouvent ensuite en finale après s'être imposés face aux Queensland Reds. En finale, ils s'imposent 36 à 6 face aux Sharks, devenant ainsi la première franchise non néo-zélandaise à remporter cette compétition. Grâce à ce succès, il est désigné entraîneur de l'année dans cette compétition. Le bilan de sa première expérience en Super 12 est de 28 victoires et 20 défaites en quatre saisons.
Il succède une nouvelle fois à Rod Macqueen en étant désigné en juin 2001 entraîneur des Wallabies. Cette décision prend effet pour le Tri-nations 2001 remporté par les Australiens. Il est assisté de Glenn Ella, qui occupait déjà un rôle d'assistant technique au sein des Brumbies. Il dirige son premier match face à l'Afrique du Sud, le 28 juillet, lors d'une défaite 20 à 15 à Pretoria. Les Wallabies s'imposent ensuite face à la Nouvelle-Zélande au Carisbrook de Dunedin, où les Australiens restaient sur douze défaites. Ils font match nul 14 partout face aux Sprinboks avant de confirmer la victoire face aux All Blacks en s'imposant 29 à 26 à Sydney.  Après une victoire 92 à 10 lors de la tournée en Europe, en novembre, face à l'Espagne, l'équipe d'Eddie Jones subit deux défaites, face à l'Angleterre sur le score de 21 à 15 puis la France par 14 à 13. L'Australie termine sa tournée par une victoire face au pays de Galles par 21 à 13. 
C'est face à la France qu'il commence la saison internationale suivante, lors de deux tests victorieux, 29 à 17 à Melbourne puis 31 à 25 à Sydney. Sa première rencontre face à la Nouvelle-Zélande se solde par une défaite 12 à 6 à Christchurch dans le cadre du Tri-nations 2002. L'Australie enchaine ensuite par deux victoires, à Brisbane contre l'Afrique du Sud puis à Sydney contre les All Blacks, cette dernière étant obtenue par une pénalité réussie à la dernière minute par Matt Burke, Les Springboks prennent ensuite leur revanche en s'imposant à Johannesbourg. L'Australie termine à la deuxième place de la compétition, derrière la Nouvelle-Zélande. En novembre, elle commence une tournée qui la voit triompher de l'Argentine à Buenos Aires, mais s'incliner ensuite face à l'Irlande et à l'Angleterre, l'Australie remportant le dernier match face à l'Italie.
En début de la saison internationale 2003, où les Wallabies s'imposent en juin face à l'Irlande puis au pays de Galles mais s'inclinent face à l'Angleterre, Eddie Jones défie l'IRB, l'organisme international qui gère le rugby à XV, en ne respectant pas la nouvelle règle édictée par celui-ci et qui impose à toute équipe de posséder deux piliers de formation sur le banc des remplaçants. Avec deux défaites face à la Nouvelle-Zélande, les Wallabies perdent pour la première fois depuis 1997 la Bledisloe Cup. Dans ce Tri-nations 2003, l'Afrique du Sud et l'Australie remportent chacune les rencontres à domicile lors de leur confrontation, l'Australie terminant finalement deuxième. L'Australie commence la Coupe du monde 2003 qu'elle dispute à domicile par des victoires face à l'Argentine, la Roumanie et la Namibie, avant d'être opposée pour la finale de la poule à l'Irlande qui a également remporté ses trois premières rencontres. L'Australie remporte ce match par 17 à 16, le remplaçant irlandais David Humphreys échouant dans sa tentative d'un drop à la 78e minute. En quart de finale, elle est opposée à l'Écosse. L'arbitrage du Néo-Zélandais Steve Nash est vivement critiqué lors de cette rencontre, finalement remportée 33 à 16 par les Wallabies, les spécialistes lui reprochant sa gestion des passages à vide australiens. Avec une demi-finale à disputer face aux All Blacks, Eddie Jones s'en prend alors à la presse qui selon lui attendait son élimination dès la phase de poule. L'Australie s'impose face aux favoris de l'épreuve sur le score de 22 à 10. La finale, qui oppose l'Australie à l'Angleterre au Telstra Stadium de Sydney voit cette dernière s'imposer le score de 20 à 17 après prolongation.
Les Australiens commencent la saison internationale 2004 par deux victoires face aux Écossais, puis prennent leur revanche face aux Anglais en s'imposant 51 à 15 à Brisbane. Après une nouvelle victoire face aux Pacific Islanders, la sélection australienne commence le Tri-nations par une défaite à Wellington face aux All Blacks, avant de remporter ses deux rencontres disputées à domicile. Les Springboks remportent le dernier match par 23 à 19 et cette édition, la décision entre les trois équipes qui comptent toutes deux victoires et deux défaites se faisant au nombre de bonus. En novembre, l'équipe d'Eddie Jones dispute quatre matches en Europe, victoire face à l'Écosse, défaite en France, puis une nouvelle victoire face à l'Écosse et enfin une victoire à Twickenham face aux Anglais.

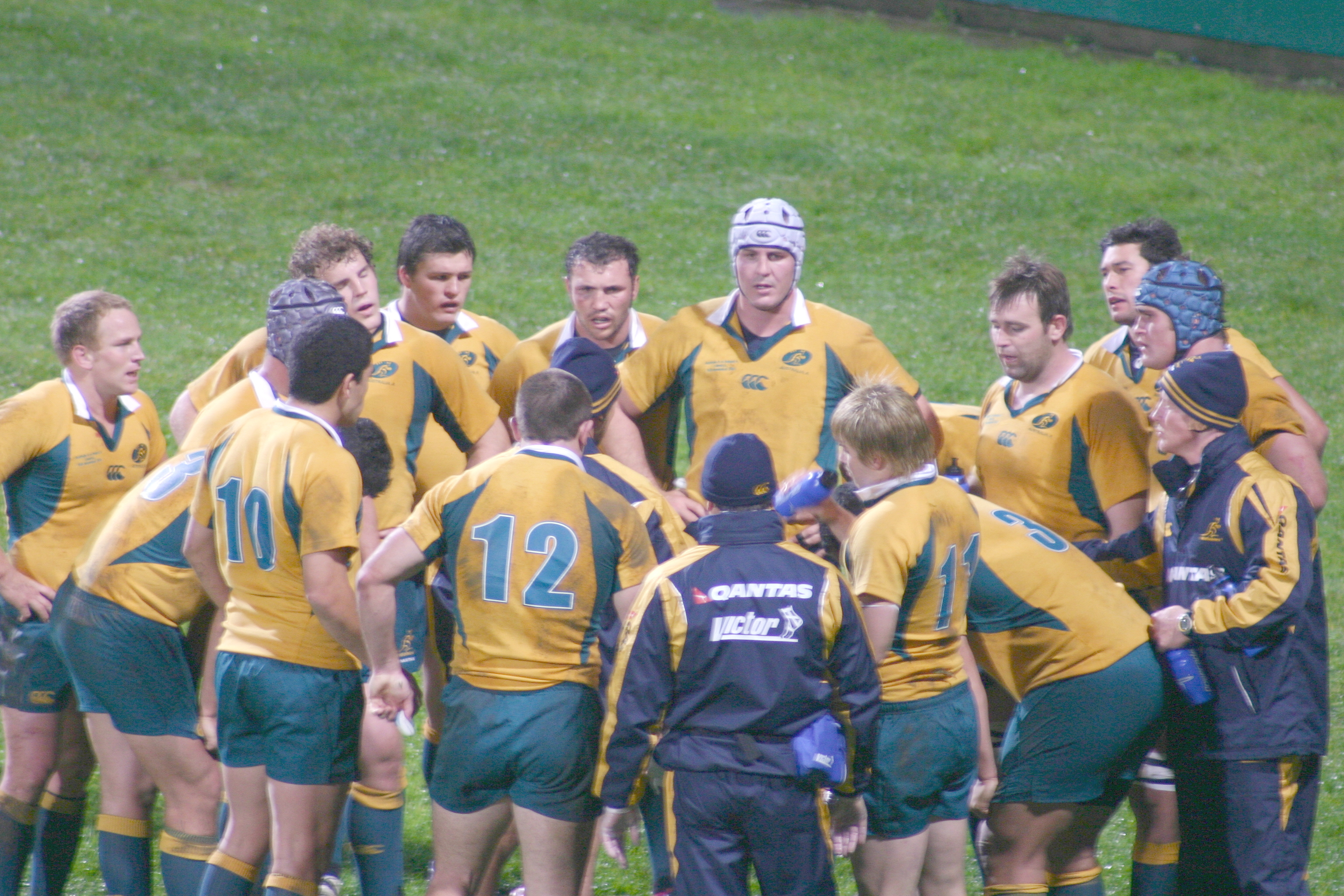
Irlande-Australie en novembre 2006.

En début de saison 2005, les Australiens s'imposent nettement face aux Samoa puis face à l'Italie, puis plus difficement face à la France à Brisbane sur le score de 37 à 31. Avant le Tri-nations, Wallabies et Springboks s'affrontent à deux reprises, chacune des équipes conservant l'avantage du terrain. En ouverture du Tri-nations, l'Afrique du Sud confirme la victoire obtenue une semaine plus tôt en s'imposant 22 à 16 à Pretoria. Les Néo-Zélandais s'imposent ensuite à Sydney, 30 à 13, de même que les Sud-Africains 22 à 19 à Perth. Pour la première fois de son histoire, l'Australie ne remporte pas la moindre victoire dans la compétition, l'équipe des All Blacks, grâce à une victoire 34 à 24 à Auckland remportant son sixième trophée. Pour la tournée de novembre en Europe, Eddie Jones fait appel à huit joueurs non capés, huit autres de ses 31 joueurs ayant moins de dix sélections. L'Australie concède deux nouvelles défaites lors du début de cette tournée, 26 à 16 face à la France puis une semaine plus tard sur le même score face aux Anglais. L'Australie met un terme à une série de sept défaites consécutives en s'imposant 30 à 14 face à l'Irlande. La tournée se termine par une nouvelle défaite, 24 à 22 face au pays de Galles. L'Australie présente ainsi un bilan de huit défaites sur les neuf dernières rencontres,. Le 2 décembre 2005, alors que son contrat court jusqu'à la Coupe du monde 2007, il est démis de ses fonctions,. Durant cette période, l'Australie dispute 57 rencontres, pour 33 victoires, 23 défaites et un nul.
En 2006, il s'engage pour trois ans en tant qu'entraîneur de l'équipe de Queensland Reds dans le Super 14 pour devenir l'entraîneur de l'équipe à partir de la saison 2007 en remplacement de Jeff Miller. Il ne va pas au bout de son contrat, cette saison se soldant par une dernière place, avec onze défaites pour deux victoires, et il quitte son poste à l'amiable le 21 mai 2007.

### Expériences à l'étranger
Le 7 août suivant, Eddie Jones est officiellement nommé consultant technique au sein de l'encadrement des Springboks, dirigé par Jake White. Il apporte à ces derniers des conseils, notamment sur le jeu des arrières, mais également psychologique, révélant aux Sprinboks le respect que les étrangers leur portent, ce qui renforce la confiance des Sud-Africains.
Après cette compétition, il retrouve un rôle de consultant au sein du club anglais des Saracens, fonction qu'il a déjà occupé durant l'année 2006, avec pour objectif de permettre au club de conserver sa place au sein de l'élite
. Consultant auprès de Alan Gaffney. Il est annoncé en janvier comme le successeur de ce dernier pour la saison suivante. Alors qu'il reste une année de contrat avec les Saracens, il annonce mettre un terme à celui-ci à la fin de la saison, où il est remplacé par l'ancien Springbok Brendan Venter.

### Japon: Suntory Sungoliath et sélection japonaise
Il prend en charge le club japonais de Suntory Sungoliath. Le 26 décembre 2011, il remplace John Kirwan à la tête de l'équipe du Japon,. Il obtient de la fédération japonaise des conditions de travail excellentes : d'ici à la compétition, il parvient à recruter un encadrement complet, Marc Dal Maso rejoignant la sélection japonaise en tant que consultant en octobre 2012 avant de se voir confier le rôle d'entraîneur de la mêlée, le Gallois Leigh Jones occupant le poste d'entraîneur de la défense et l'Anglais Steve Borthwick celui d'entraîneur des avants. Il recrute aussi en 2013 Tsuyoshi Kohsaka, un ancien pratiquant de MMA pour améliorer les techniques du plaquage bas. Il obtient la possibilité de faire de long stages, ponctués de tournées.

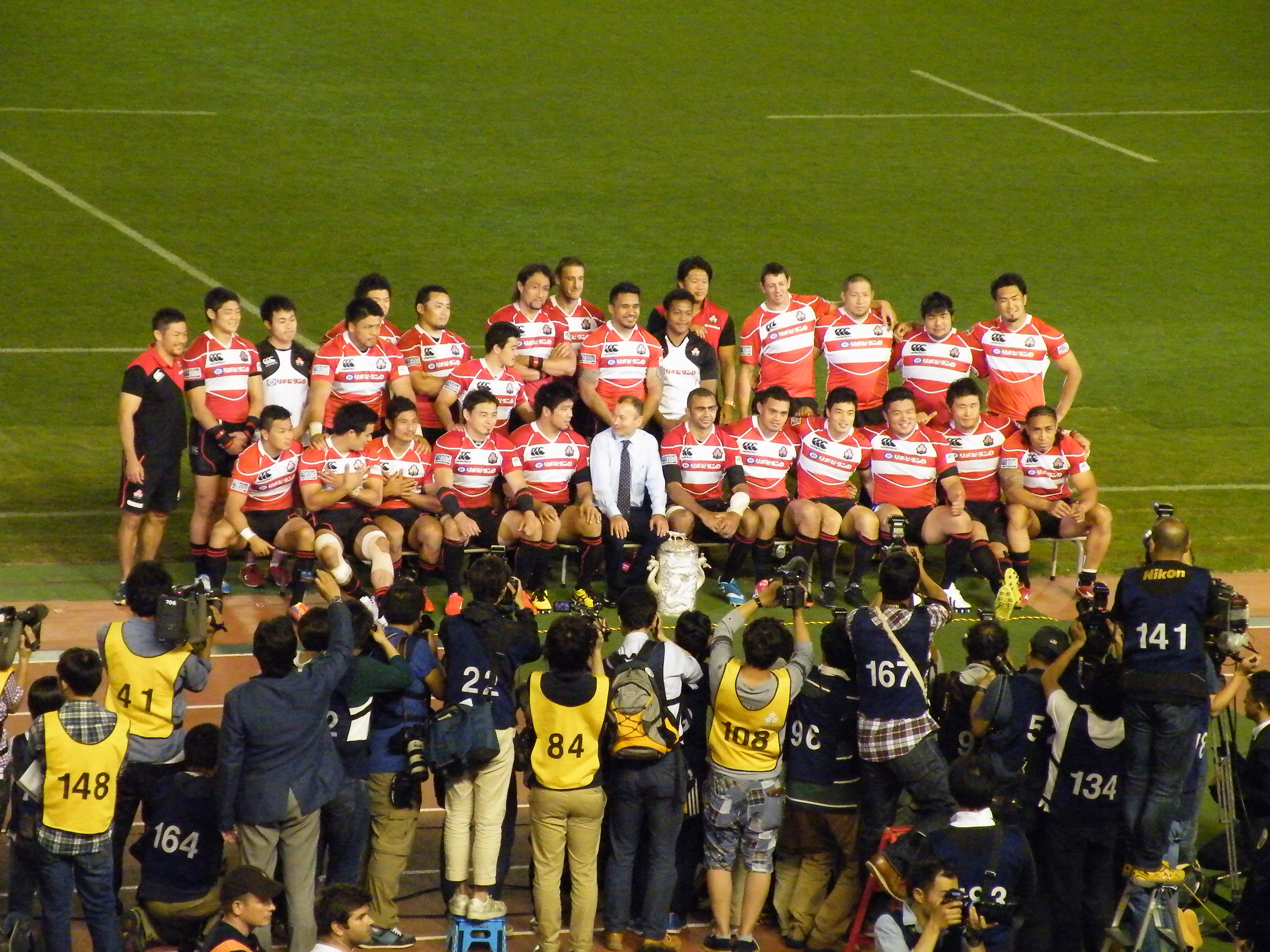
Japon-Hong Kong en 2014.

Il fait ses débuts en avril à la tête de sa nouvelle sélection lors de l'édition 2012 du Tournoi asiatique des Cinq Nations où le Japon réussit le grand chelem en remportant ses quatre rencontres, face aux Philippines, à Hong Kong, à la Corée du Sud et aux Émirats arabes unis. En juin, il subit trois défaites lors de la Pacific Nations Cup face aux Fidji, aux Tonga et aux Samoa. L'année suivante, le Japon remporte un nouveau grand chelem lors du Tournoi asiatique et termine quatrième sur cinq de la Pacific Nations Cup, deux défaites face aux Tonga et aux Fidji et deux victoires face au Canada et aux États-Unis. Avant les rencontres face au Canada et les États-Unis, le Japon rencontre deux fois le pays de Galles, s'inclinant lors du premier mais s'imposant 23 à 8 une semaine plus tard, première victoire du Japon face à cet adversaire. En 2014, comme lors des deux éditions précédentes, le Japon réalise le grand chelem lors du tournoi asiatique, la sélection japonaise remportant ensuite la conférence nord de la Pacific Nations Cup, groupe composé du Canada et des États-Unis. Le Japon remporte une nouvelle victoire face à une équipe disputant le Tournoi des Six Nations, l'Italie, sur le score de 26 à 23. Le Japon remporte l'édition 2015 du championnat d'Asie, dont l'élite est composée d'un groupe de trois équipes avec Hong Kong et la Corée du Sud. Lors de la Pacific Nations Cup, le Japon s'impose face au Canada puis s'incline face aux États-Unis et aux Fidji et 31 à 20 face aux Tonga, terminant ainsi quatrième de la compétition. Le Japon remporte ensuite ses trois matches de préparation, deux face à l'Uruguay et un contre la Géorgie.
Le Japon, qui a participé à toutes les phases finales de la Coupe du monde, compte alors 24 rencontres pour une seule victoire, face au Zimbabwe en 1991. Pour son premier match de la Coupe du monde 2015, le Japon réussit un exploit retentissant en battant l'Afrique du Sud dans ce qui est connu comme le « miracle de Brighton ». Jones, qui s'était vu confier la mission de ne pas prendre cent points face à ces Springboks lors du tirage au sort, annonce dès avril à ses joueurs au début du stage de préparation qu'ils remporteraient cette rencontre. Quelques jours plus tard, le Japon s'incline contre l'Écosse sur le score de 45 à 10. Les hommes de Jones remportent les deux derniers matches, face aux Samoa et aux États-Unis, mais terminent finalement troisièmes de leur poule, devancés par l'Afrique du Sud et l'Écosse qui obtiennent des bonus, contrairement aux Japonais. Le bilan d'Eddie Jones à la tête du Japon, pour 47 rencontres disputées, est de 34 victoires et 13 défaites,.

### Sélection anglaise
Peu après la victoire face à l'Afrique du Sud, il signe un contrat avec la franchise sud-africaine des Stormers. Alors qu'il est aussi annoncé comme un possible successeur à la tête de la sélection sud-africaine. Eddie Jones est nommé peu après, le 20 novembre 2015, sélectionneur de l'équipe d'Angleterre, devenant le premier étranger à occuper ce poste. Lors de la sélection de son premier groupe de joueurs pour la préparation du Tournoi des Six Nations 2016, il fait douze changements par rapport au groupe initial de la Coupe du monde. Pour remettre l'équipe anglaise au sommet de la hiérarchie du rugby mondial, il déclare vouloir « Revenir au rugby anglais sans compromis que le reste du monde craignait, fort de son jeu d'avants
 ». Après des victoires en Écosse, en Italie puis face à l'Irlande, l'Angleterre s'assure de remporter la Triple Couronne en s'imposant à domicile 25 à 21 face au pays de Galles, victoire qui lui assure également la victoire dans le Tournoi, puis va s'imposer en France sur le score de 31 à 21 pour remporter le douzième Grand Chelem de l'Angleterre.
Malgré un Tournoi décevant (seulement deux victoires pour la deuxième année d'affilée), Eddie Jones cumule ses fonctions avec celles de consultant pour le club japonais des Suntory Sungoliath, qu'il connait bien, ce qui crée quelque polémique.
Le 6 décembre 2022, il est licencié de son poste de sélectionneur après des derniers résultats peu satisfaisants, à quelques mois de la Coupe du monde 2023.

### Retour en sélection australienne
Au mois de janvier 2023, il retrouve un poste de sélectionneur après l'éviction de Dave Rennie de la sélection australienne, il fait donc son retour à la tête de cette équipe après son premier passage entre 2001 et 2005. Il signe un contrat jusqu'en 2027.
Lors de la Coupe du monde en France, la sélection australienne obtient le plus mauvais résultat de son histoire dans la compétition en étant éliminée dès la phase de poules, terminant celle-ci à la troisième place de son groupe derrière le pays de Galles et les Fidji. Le 29 octobre, Jones annonce sa démission.

### Retour en sélection japonaise
Proche de Masato Tsuchida, président de la Fédération japonaise de rugby à XV, Eddie Jones est durant la Coupe du monde 2023 suspecté par des médias australiens d'avoir effectué un entretien en vue de devenir sélectionneur du Japon, ce qu'il dément. En décembre 2023, la fédération japonaise officialise l'arrivée de Jones à la tête du XV japonais.

## Style et personnalité
L'un des premiers termes utilisé par de nombreuses personnes pour décrire Eddie Jones est « workaholic ». Glen Ella, son ami d'enfance, raconte que, dès le petit déjeuner, Eddie Jones utilisait les sachets de sucre pour définir des stratégies. De même, Bob Dwyer, l'un de ses prédécesseurs au poste d'entraîneur de l'équipe des Wallabies, le décrit comme une personne jamais fatiguée, et qui considère que le sommeil n'a aucun intérêt : il cite l'anecdote où un des membres de l'encadrement de l'équipe d'Australie, au retour d'une soirée au milieu de la nuit, décide de faire une blague au sélectionneur Eddie Jones en lui envoyant un fax. Quelques minutes plus tard, l'émetteur eut la surprise de recevoir une réponse.
Il est réputé pour être très exigeant, tant avec les autres membres de son groupe d'encadrement qu'avec ses joueurs. Marc Dal Maso, entraîneur de la mêlée du Japon, raconte que « les entraînements sont programmés à la minute près », et que pour avoir fait déborder sa séance de deux minutes, il avait été la cause involontaire de l'annulation de toutes les autres séances d'entraînement de la journée. Pour préparer la Coupe du monde de 2015, Eddie Jones impose à ses joueurs une préparation intensive de six mois, débutant chaque jour à 5 h 0 et avec quatre séances par jour. Robert Verdier, ancien joueur et arbitre, estime que cette préparation a permis aux Japonais de franchir la marche qui leur permet de désormais tenir 80 minutes contre 50 auparavant. Lors de sa prise en main de l'équipe d'Angleterre, il déclare qu'« Il faut bosser dur chaque jour pour être meilleur. Peut-être que dans le passé, certains joueurs venaient juste pour gagner une sélection sans vouloir gagner à tout prix », ajoutant « Si vous voulez gagner, il faut bosser dur chaque jour. Il faut accepter 3 % de changements mais ces 3 % sont les plus durs car ce sont les choses que vous n'aimez pas faire ».
Jones est connu pour ses joutes verbales avec les entraîneurs adverses avant et après les matches. Son plus fameux adversaire était l'entraîneur de l'Angleterre Clive Woodward, qui prit le dessus en l'emportant en finale de la Coupe du monde de rugby 2003.

## Palmarès
- Palmarès avec les Brumbies
  - Super Rugby :
    - 2000 : finaliste
    - 2001 : vainqueur
- Palmarès avec les Suntory Sungoliath
  - Top League
    - 2012 : vainqueur
- Palmarès comme sélectionneur de l'équipe d'Australie de rugby à XV
  - Coupe du monde de rugby à XV
    - 2003 : finaliste

  - Tri-Nations
    - 2001 : vainqueur

  - Autres
    - Bledisloe Cup : 2001 et 2002
    - Trophée des bicentenaires : 2002 et 2005
- Palmarès comme sélectionneur de l'équipe du Japon de rugby à XV
  - Championnat d'Asie de rugby à XV : quatre victoires 
    - 2012, 2013, 2014 et 2015

  - Pacific Nations Cup
    - 2014 vainqueur
- Palmarès comme sélectionneur de l'équipe d'Angleterre de rugby à XV
  - Coupe du monde de rugby à XV
    - 2019 : finaliste

  - Tournoi des Six Nations : trois victoires 
    - 2016 : vainqueur avec Grand Chelem
    - 2017 : vainqueur
    - 2020 : vainqueur

  - Vainqueur de la Coupe d'automne des nations en 2020
  - Autres
    - Triple Couronne : 2016 et 2020
    - Calcutta Cup (3) : 2016, 2017 et 2020
    - Millennium Trophy (3) : 2016, 2019 et 2020
    - Trophée Eurostar (4) : 2016, 2017, 2019 et 2021.

### Son bilan de sélectionneur
| Année | Sélection  | Tournoi                  | Classement World Rugby en fin d'année | Tournoi      | Coupe du monde   |
| ----- | ---------- | ------------------------ | ------------------------------------- | ------------ | ---------------- |
| 2001  | Australie  | Tri-Nations              | –                                     | Vainqueur    | N/A              |
| 2002  | Australie  | Tri-Nations              | –                                     | 2e           | N/A              |
| 2003  | Australie  | Tri-Nations              | 3e                                    | 2e           | Finaliste        |
| 2004  | Australie  | Tri-Nations              | 2e                                    | 2e           | N/A              |
| 2005  | Australie  | Tri-Nations              | 4e                                    | 3e           | N/A              |
| 2012  | Japon      | Cinq Nations asiatique   | 15e                                   | Vainqueur    | N/A              |
| 2013  | Japon      | Cinq Nations asiatique   | 14e                                   | Vainqueur    | N/A              |
| 2014  | Japon      | Cinq Nations asiatique   | 11e                                   | Vainqueur    | N/A              |
| 2015  | Japon      | Asian Rugby Championship | 10e                                   | Vainqueur    | 3e de la Poule B |
| 2016  | Angleterre | Tournoi des Six Nations  | 2e                                    | Grand Chelem | N/A              |
| 2017  | Angleterre | Tournoi des Six Nations  | 2e                                    | Vainqueur    | N/A              |
| 2018  | Angleterre | Tournoi des Six Nations  | 4e                                    | 5e           | N/A              |
| 2019  | Angleterre | Tournoi des Six Nations  | 3e                                    | 2e           | Finaliste        |
| 2020  | Angleterre | Tournoi des Six Nations  | 2e                                    | Vainqueur    | N/A              |
| 2021  | Angleterre | Tournoi des Six Nations  | 3e                                    | 5e           | N/A              |
| 2022  | Angleterre | Tournoi des Six Nations  | 5e                                    | 3e           | N/A              |

### Bilan avec des clubs
| Saison    | Club            | Division    | Poste      | Classement | Coupe d'Europe | Challenge européen |
| --------- | --------------- | ----------- | ---------- | ---------- | -------------- | ------------------ |
| 1998      | Brumbies        | Super 12    | Manager    | 10e        | N/A            | N/A                |
| 1999      | Brumbies        | Super 12    | Manager    | 5e         | N/A            | N/A                |
| 2000      | Brumbies        | Super 12    | Manager    | Finaliste  | N/A            | N/A                |
| 2001      | Brumbies        | Super 12    | Manager    | Champion   | N/A            | N/A                |
| 2007      | Queensland Reds | Super 14    | Manager    | 4e         | N/A            | N/A                |
| 2007-2008 | Saracens        | Premiership | Consultant | 8e         | Demi-finale    | –                  |
| 2008-2009 | Saracens        | Premiership | Manager    | 9e         | –              | Demi-finale        |